# I've Seen Films - International Film Festival
I've Seen Films - International Film Festival è stato un festival cinematografico internazionale che si teneva a Milano dal 2008 al 2012.
Si occupava principalmente di premiare la creatività e la fantasia tecnologica dell'arte del Cinema e del cortometraggio. Il fondatore del festival è l'attore di origine olandese Rutger Hauer in collaborazione con il direttore artistico di CortoWeb PierPaolo De Fina. La manifestazione mira a lanciare una sfida alla creatività dei filmmaker invitandoli a mostrare "cose che voi umani non potreste immaginarvi".

## Il progetto

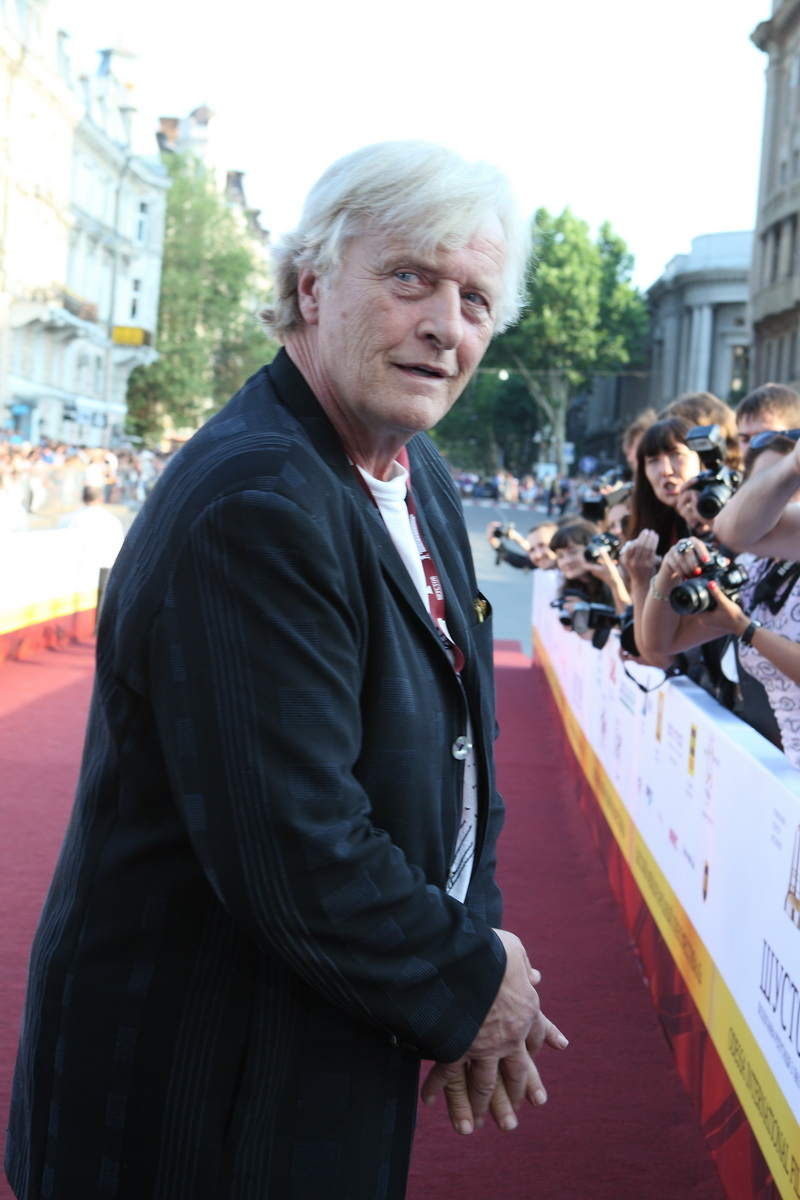
Rutger Hauer, fondatore del festival

I've Seen Films offre ai filmmakers di tutto il mondo una nuova forma di diffusione, unita a delle innovative piattaforme di visibilità in cui gli autori possono confrontarsi sul terreno comune del linguaggio filmico.
I partecipanti che hanno scelto di partecipare anche al Concorso Internet hanno avuto un'ulteriore possibilità di promozione e visibilità.
A ciò si aggiungono le Masterclass ed i Workshop con Rutger Hauer e i suoi colleghi, il cui scopo è trasmettere un prezioso patrimonio di conoscenze cinematografiche ai talenti emergenti della cinematografia mondiale.
Questa piattaforma di nuova concezione crea ulteriori opportunità ai professionisti del mondo cinematografico, offrendo inoltre al pubblico una vastissima scelta artistica su scala mondiale.
I've Seen Films, grazie alla sua originale formula innovativa, può vantare una serie di prerogative che lo rendono un evento culturale unico nel suo genere.
È uno dei pochi festival cinematografici al mondo fondato e guidato da un artista di fama internazionale. Il suo scopo principale è la promozione, su base mondiale, anche grazie allo streaming su internet, dei lavori dei filmmakers che meritano tale visibilità ma che spesso non riescono ad ottenerla tramite la formula classica dei festival cinematografici.
È la prima volta al mondo che una competizione di cortometraggi riesce ad avvalersi di una giuria composta da un numero così elevato di insigni talenti artistici e professionisti del settore e ciò rappresenta chiaramente un punto di svolta in questo campo.
La lingua ufficiale del Festival è l'inglese, lingua franca che consente di superare l'ostacolo rappresentato dalla multietnicità linguistica degli autori e di un pubblico internazionale.
Sin dalla prima edizione del Festival nel 2008, i lavori degli autori sono stati proiettati - per la prima volta in assoluto in un festival di cortometraggi - in una versione ad alta definizione. Una caratteristica non comune in altri festival, che richiede una conoscenza tecnica di altissima professionalità e che ha raccolto consensi entusiastici sia da parte degli autori che del pubblico.
La spettacolare Serata di Gala, durante la quale Rutger Hauer premia personalmente i vincitori, è un momento molto particolare e speciale per gli autori che, con le loro opere, diventano i veri protagonisti del Festival.
La nuova formula di manifestazione cinematografica unisce alla miglior tradizione dei festival classici le più innovative tecnologie dell'alta definizione digitale.
La prima edizione del festival del 2008 si è svolta all'interno del Multiplex Skyline di Milano dal 22 al 26 settembre.

## Premi
Alle opere in concorso viene assegnato uno dei seguenti premi (nella premiazione non è contemplato l'ex aequo):
- Premio 20th Century Fox per la Migliore Opera in Concorso;
- Premio per la Migliore Fiction;
- Premio per la Migliore Opera Prima;
- Premio MyMovies per il Miglior Documentario;
- Premio CortoWeb per la Migliore Opera Sperimentale;
- Premio per la Migliore Opera d'Animazione;
- Premio per il Migliore Videoclip;
- Premio Coming Soon al Miglior Attore;
- Premio Best Movie alla Migliore Attrice;
- Premio per la Miglior Opera a Tema Sociale.

### Premi Internet Contest
- Premio Jury Internet Award assegnato dalla giuria;
- Premio Audience Internet Award assegnato dal pubblico;

Il festival assegnerà anche un Premio alla Carriera ad un artista internazionale di rilievo.

## Sezioni
Il programma artistico del festival si divide nelle seguenti sezioni:
- Concorso Internazionale (sezione competitiva)
- Concorso Internet (sezione competitiva)
- Eventi speciali

Il Concorso Internazionale ed il Concorso Internet comprendono le categorie:
- Fiction (drammatico o commedia)
- Animazione
- Documentario
- Sperimentale
- Videoclip
- Tema Sociale (comprende tutte le precedenti 5 categorie)

## Edizione 2008

### Giuria
La giuria dell'edizione 2008:
- Bill Bristow
- Ludovico Einaudi
- Richard Gere
- Rutger Hauer
- Massimo Maisetti
- Annie Perkins
- Robert Rodriguez
- Ridley Scott
- Chiara Valenti Omero
- Paul Verhoeven

### Premi assegnati
- Premio 20th Century Fox per la Migliore Opera in Concorso: Das Baby di Falco Jagau (Germania);
- Premio per la Migliore Fiction, premio Warner Home Video: DVD di Ciro Altabas (Spagna);
- Premio per la Migliore Opera Prima, premio JVC: Corações Plásticos di Sérgio Brás d'Almeida (Portogallo);
- Premio MyMovies per il Miglior Documentario: Hero Wings Are Not Necessary to Fly di Angel Loza (Spagna);
- Premio CortoWeb per la Migliore Opera Sperimentale, premio CortoWeb: 7 ½ Frauen di Bidzina Kanchaveli (Germania);
- Premio per la Migliore Opera d'Animazione, premio ISCA: Lapsus di Juan Pablo Zaramella (Argentina);
- Premio Coming Soon al Miglior Attore: Massimo Foschi con L'Esame di Andrea De Sica (Italia);
- Premio Best Movie alla Migliore Attrice: Pippa Galli con Das Baby di Falco Jagau (Germania);
- Premio per la Miglior Opera a Tema Sociale, premio Oilily: Plague Spreader di Francesco Calderone (Italia);
- Premio Speciale della giuria: Ableman's Final Account di Christopher Trappe (Australia);

Due Menzioni Speciali assegnate a:
- The Heart of Amos Klein di Michal Pfeffer
- Uri Kranot (Israele/Francia) e Be in It di Simon Elrahi (Australia).

Premi Internet Contest:
- Premio Jury Internet Award assegnato dalla giuria: Schemeren di Jenneke Boeijink (Paesi Bassi).
- Premio Audience Internet Award assegnato dal pubblico: Black & White di Simone Nepote Andrè (Italia);

Premio speciale:
- Premio per la Sensibilizzazione Sociale: Pazza di te di Enzo Iacchetti[3].

### Riconoscimenti Speciali
- The Real Action Heroes di Mark Wallaard (Paesi Bassi);
- Wizard of OS: The Fish Incident di Tom Jantol (Croazia);
- Ringtone di Jeremy Boxen (Canada);
- H5N1 di Roberto De Feo (Italia);
- Integration di Dave Michael Guller Grønvall-Pedersen (Danimarca):
- Videoclip Handful of Keys di Le Blue Dolls ed Hermes Mangialardo (Italia);
- Documentario Zeitgeist di Peter Joseph (USA)

## Edizione 2009
L'edizione del 2009 ha avuto luogo dal 24 settembre al 3 ottobre.

### Giuria
La giuria dell'edizione 2009:
- Bill Bristow
- Eugenio Cappuccio
- Daniela Catelli
- Teresa Cavina
- Anton Corbjin
- Rutger Hauer
- Lech Majewski
- Roberto Nepoti
- Christopher Nolan
- Miranda Richardson
- Robert Rodriguez
- Ridley Scott
- Paul Verhoeven

### Premi assegnati
- Premio 20th Century Fox ed ammissione gratuita alla Masterclass della Rutger Hauer FilmFactory per la Migliore Opera in Concorso: Flax di Bard Ivar Engelsas (Norvegia);
- Premio per la Migliore Fiction, premio EUNIC: El Pasajero di Andres Faucher (Venezuela);
- Premio per la Migliore Opera Prima, premio Agis Lombarda: François di Dario Gorini e Iacopo Zanon (Italia);
- Premio per la Migliore Opera d'Animazione, premio IFQ Magazine: El Empleo di Santiago Bou Grasso (Argentina);
- Premio MyMovies per il Miglior Documentario: Three of Us di Umesh Vinayak Kulkarni (India);
- Premio CortoWeb per la Migliore Opera Sperimentale: The Arrow's Paradox di Jorge Caballero Ramos (Colombia);
- Premio Best Movie alla Migliore Attrice: Francesca Faiella per Clacson di Takehito Kuroha (Italia);
- Premio Lombardia Film Commission al Miglior Attore: Dimas Gonzales per El Pasajero di Andres Faucher (Venezuela);
- Premio CNR Media al Migliore Videoclip a Quio: Rising Tide di Christine Lang (Germania);
- Premio della Presidenza della Repubblica e targa Rutger Hauer Starfish Association per il Migliore Film Social Awareness ad Alice di Stefano Anselmi (Italia);
- Premio Speciale della giuria: Paul Rondin est Paul Rondin di Frédérick Vin (Francia);

Sei Menzioni Speciali assegnate a:
- Shock di Marcell Gero (Ungheria)
- Into the Woods di Matt Taabu (UK)
- Je viens di Teddy Lussi Modeste (Francia)
- Sale Timing di Olivier Barma (Francia)
- Chasing Chekhov di Peter Sands (USA)
- Clacson di Takehito Kuroha (Italia)

Premi Internet Contest:
- Premio Jury Internet Award assegnato dalla giuria: La Piecita di Carmen Colino (Argentina)
- Premio Audience Internet Award assegnato dal pubblico: La Preda di Francesco Apice (Italia);

Premio speciale:
- Premio alla carriera a Lech Majewski (Polonia) per The Garden of Earthly Delights;

### Riconoscimenti Speciali
- Skhizein di Jeremy Clapin (Francia)
- Ma Bar di Finlay Pretsell (UK)
- Opptur di Ketil Hoegh (Norvegia)
- Porque Hay Cosas Que Nunca Se Olvidan di Lucas Figueroa (Spagna)
- Our Wonderful Nature di Tomer Eshed (Germania)
- Sommersonntag di Sigi Kamml e Fred Breinersdorfer (Germania)
- Die Rote Kapelle di Alexander Boehle e Andy Bittner (Germania)
- Sunrise di Alessandro Tresa (Italia)
- Candy Darling di Silvia Defrance (Belgio)
- Tutto o Niente di Christophe Fustini (Francia) e ad Iren Reppen (Norvegia) per la sua interpretazione in Opptur di Ketil Hoegh;

## Edizione 2010
L'edizione del 2010 si è tenuta dal 30 settembre al 9 ottobre.

### Giuria
La giuria dell'edizione 2010:
- Bill Bristow
- Anton Corbjin
- Flavia Costa
- Roberto Faenza
- Rutger Hauer
- Tak Kuroha
- Miranda Richardson
- Grazyna Torbicka
- Cesare Vergati

### Premi assegnati
- Premio 20th Century Fox Miglior Cortometraggio: Transit, di Chris Roche (Regno Unito);
- Premio 20th Century Fox Miglior Lungometraggio: Tangled Up in Blue, di Haider Rashid (Regno Unito, Iraq, Italia, Emirati Arabi Uniti);
- Premio per la Migliore Fiction, premio Smart: Hymen, di Cedric Prevost (Francia);
- Premio per la Migliore Opera Prima, premio Lombardia Film Commission: Donne di sabbia, di Rita Colantonio (Italia);
- Premio per la Migliore Opera d'Animazione, premio CortoWeb: L'homme qui dort di Ines Sedan (Francia, Argentina);
- Premio per il Miglior Videoclip, premio Microcinema Digital Network: White Swan, di Sil van der Woerd (Paesi Bassi);
- Premio per il Migliore Interprete Musicale: Anouk de Groot per White Swan;
- Premio per il Miglior Film a Tema Arte, premio Comune di Milano: 41, di Massimo Cappelli (Italia);
- Premio della Presidenza della Repubblica e targa Rutger Hauer Starfish Association per il Migliore Film Social Awareness a L'altra metà di Pippo Mezzapesa (Italia);
- Premio per il Migliore Attore, premio CNR Media: Ugo Dighero con 41;
- Premio Best Movie per la Migliore attrice: Anna Sherbinina con Hymen di Cedric Prevost (Francia);
- Premio MyMovies per il Miglior Cortometraggio Documentario: Vivir del aire, di David Maciàn (Spagna);
- Premio per il Miglior Lungometraggio Documentario, premio ICFILMS: La maglietta rossa, di Mimmo Calopresti (Italia);
- Premio per il Migliore Film Sperimentale, premio EUNIC: No Sleep Won't Kill You, di Marko Mestrovic (Croazia);
- Premio Speciale della giuria: The Short Case of Record 12, di Simone Wendel e Mario A. Conte (Germania);

Premi Internet Contest:
- Premio Jury Internet Award assegnato dalla giuria: Kool South, di Miles Goodall (Sudafrica);
- Premio Audience Internet Award assegnato dal pubblico: Intercambio, di Antonello Novellino ed Antonio Quintanilla (Italia/Spagna);

Menzioni Speciali assegnate a:
- Out of Sync di Peet Gelderblom (Paesi Bassi);
- Back Story di Jeremy Dylan Lanni (USA);
- The Old Lady Who Would Not Smile Anymore di Guillaume Levi (Francia);
- Don Justo is Don Justo is Don Justo di Maria Heidemann (Paesi Bassi);
- Nerofuori di Davide Bini ed Emanuela Mascherini (Italia);
- Ice Scream di Roberto De Feo e Vito Palumbo (Italia);
- TransNoir di Dave Michael Guller Grønvall-Pedersen (Danimarca);
- La vita accanto di Giuseppe Pizzo (Italia);
- Riflessi di Emanuela Ponzano (Italia);
- Al Buio (Into the Gloom) di Giacomo Arrigoni (Italia);
- Ali di cera di Hedy Krissane (Italia);
- Habibi di Davide Del Degan (Italia);
- TV di Andrea Zaccariello (Italia);
- Another Side of the City di Grzegorz Czerniak e Krzysztof Kownas (Polonia);
- Con gli occhi di un altro di Antonio Raffaele Addamo (Italia);
- Pathos di Dennis Cabella, Marcello Ercole e Fabio Prati (Italia);
- Il soffio della terra di Stefano Russo (Italia);
- Día de revancha di Alf Moraleja (Spagna);
- Calibro70 di Alessandro Rota (Italia);
- Totem Blue di Massimo Fersini (Italia);
- When the Night Fa11s di Derrick Lui (Singapore);
- Vous êtes servis di Jorge Leon (Belgio, Indonesia);
- One Eye wide Open di Amer Preminger e Ami Drodz (Israele, Paesi Bassi);
- Curro Savoy, protagonista del documentario Vivir del Aire

Premio speciale:
- Premio Speciale ICFILMS Visual Arts Award: Anton Corbijn (Paesi Bassi);
- Premio Speciale ICFILMS Music & Film Award: Francesco Baccini per Nerofuori di Davide Bini ed Emanuela Mascherini

## Edizione 2011
L'edizione del 2010 si è tenuta dal 30 settembre al 9 ottobre.

### Giuria
La giuria dell'edizione 2010:
- Ridley Scott
- Miranda Richardson
- Charlotte Rampling
- Maurizio Nichetti
- Joan Chen
- Bill Bristow
- Robert Rodriguez
- Giacomo Arigoni
- Paul Verhoeven
- Francesca Sassoli
- Rutger Hauer

## Origine del nome
"I've seen films" (ho visto film) è un omaggio alla prima frase del famoso monologo Ho visto cose che voi umani... tratto dal film di fantascienza Blade Runner di Ridley Scott del 1982 pronunciata proprio dall'attore Rutger Hauer che nella pellicola interpretava il replicante Roy Batty. Lo stesso Hauer ha contribuito personalmente ad alcune modifiche sul monologo che non erano previste dalla versione originale tratta dal libro Il cacciatore di androidi di Philip K. Dick.